# 三顆星

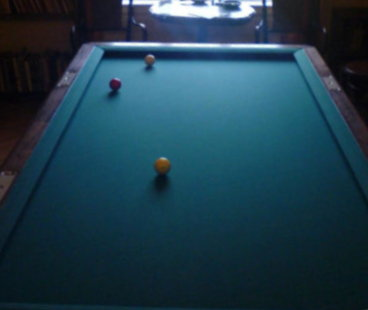
開侖撞球台

三顆星是球桌沒有袋口的開侖撞球運動的一種競賽方式，選手擊球後母球必需碰到其他兩顆球，而且在碰到第二顆球之前，母球必須最少碰台邊（cushion，音譯「顆星」）三次。目前在歐陸各國及亞洲的日本、韓國，是撞球運動中的主流項目，為世界運動會中撞球類中的正式項目。

## 歷史
開侖是一種球桌沒有袋口的撞球運動，最早流行於法國，隨後傳播至歐美各國，再傳至其他各洲。
早期的競賽項目為四球競賽與三球競賽，兩者規則一樣，只是球數不同而已。選手擊球後，只要令母球先後撞及兩顆子球即可得分。後來因為發明了「賽利」撞法，讓母球及兩顆子球持續集中在一個小範圍內，不斷地撞擊得分，因而創造驚人的高分，失去競賽意義。
為了挽救開侖運動，於是設計出各種障礙線競賽及自由競賽來約束這類行為；而另外一種解決方案是要求母球或子球碰撞桌邊（Cushion，音譯「顆星」）以增加困難度及競爭性，於是產生了一顆星競賽及目前成為國際賽主流項目的三顆星競賽。
目前在歐陸各國及亞洲的日本、韓國，三顆星是撞球運動中的主流項目，並為1998年亞洲運動會及2006年亞洲運動會的正式項目。

## 基本規則
三顆星競賽使用紅、黃、白球各一個，賽前雙方各選白球、黃球作為自己的母球，另一顆球及紅球即為子球。擊球後母球必需碰到其他兩顆球，而且在碰到第二顆球之前，母球必須「最少」碰台邊三次。
例如：
- 母球擊打某顆子球，繞三顆星，再撞擊第二顆子球。
- 母球繞一顆星後撞擊第一顆子球，然後繞兩顆星再撞擊第二顆子球。
- 母球繞兩顆星後撞擊第一顆子球，然後繞一顆星再撞擊第二顆子球。
- 母球繞三顆星，然後撞擊兩顆子球。

不管用當中何種方式，均得一分。

碰台邊三次，不要求是三個不同台邊。若打曲球，碰一條台邊三次，亦可。

## 母球相連顆星
若母球相連顆星，則母球直接對顆星打擊，不算碰顆星。

母球沿著顆星直線移動，也不算碰顆星。

## 重新置球
三顆球放置如下

自己母球：頭點

對手母球：中點

紅球：腳點

## 相連球
若母球相連子球，母球不可直接對子球打擊。選手可以原地打擊，或是要求重新置球。

## 球飛出台外
依照重新置球的位置，把球放回去。

## 跳球
不可跳球

## 安全球
不可打安全球，若故意打安全球。裁判可判直接輸球。

## 幸運得分
三顆星接受幸運得分。兩顆子球亂撞一通，或是母球跟子球碰撞兩次。均可。

但是台灣坊間通常會要求，特殊打法必須事先聲明，不接受幸運得分。

## 三顆星公式
三顆星競賽是一種技術性很高的比賽，選手在臨時比賽時，會遇到千變萬化的母、子球排列方式，必須並使用各種母球作球技巧，加上擊球力道控制得宜，才有可能得到寶貴的分數。一般選手會歸納出適合自己的「公式」，平時訓練時即加以演練純熟，以提高比賽時的得分能力。
最常用的公式為「五又二分之一系統」、「加算系統」、「極限旋轉系統」等。即使如此，得分依舊相當困難，即使是職業賽，選手平均每次出竿也只有一點多分而已。然而，三顆星競賽的樂趣在於尋找最佳的擊球方式，雖然分數不高，並未影響其普及性。

## 平衡打擊次數
由於得分過於困難，多出竿一次，少出竿一次。對比賽影響都非常大。所以有些比賽會採用平衡打擊次數的規定(with equalizing innings)。 假設先開球的選手獲勝，那會給後開球選手一次機會，重新開球一次。只要有得分就可以一直打，打到失敗為止。若雙方平分，再進入延長賽。
例如：
AB兩人，搶50分比賽，比分是50:47。但是50分是先開球的選手A。則重新排球，讓B開球，B吃了3分。故雙方50:50平手。進入延長賽。延長賽是雙方一律從開球位置開始打，打到失手為止。
所以是A重新開球，A吃了3分。
然後讓B重新開球，B吃了2分。
所以53:52。選手A獲勝。
但因為電視轉播講求快速，也有很多比賽不採用這種賽制(without equalizing innings)，對於先開球的人非常有利。

## 賽制
傳統賽制就是直接搶一個分數，例如說搶25/30/40/50分。
但是電視轉播為了方便插廣告，有些比賽會改成每局搶15分。拿到三局的人獲勝。當然每局開球是輪流開球。這類賽制不會採用平衡打擊次數規定。